# Orville W. Hagen
Orville W. Hagen (* 26. September 1915 in Watford City, McKenzie County, North Dakota; † 24. Juni 2007 ebenda) war ein US-amerikanischer Politiker. Zwischen 1961 und 1963 war er Vizegouverneur des Bundesstaates North Dakota.

## Werdegang
Orville Hagen war der Sohn von Oscar W. Hagen, der zwischen 1941 und 1943 ebenfalls Vizegouverneur von North Dakota war. Er besuchte die öffentlichen Schulen seiner Heimat und dann das Dickinson State College. Später arbeitete er in der Zeitungsbranche. Dabei war er zunächst für die Zeitung seines Vaters, den McKenzie Counter Leader, tätig. Danach war er bei verschiedenen anderen Zeitungen beschäftigt. Zwischenzeitlich arbeitete er bis 1941 für einige Zeit in Alaska in dieser Branche. Bis 1946 gab er dann die Zeitung Williston Herald in North Dakota heraus. Für die folgenden 20 Jahre betätigte er sich als Farmer auf seiner Farm in der Nähe von Arnegard.
Hagen war Mitglied der Nonpartisan League und dann der Republikanischen Partei. Zwischen 1953 und 1956 saß er im Senat von North Dakota. 1960 wurde er an der Seite von William L. Guy zum Vizegouverneur von North Dakota gewählt. Dieses Amt bekleidete er zwischen 1961 und 1963. Dabei war er Stellvertreter des Gouverneurs und Vorsitzender des Staatssenats. Zwischen 1967 und 1987 war er als Commissioner of Labor Arbeitsminister seines Staates. 1980 scheiterte er in den Gouverneursvorwahlen seiner Partei. Während seiner politisch aktiven Zeit lebte er in Bismarck, der Hauptstadt North Dakotas. Später kehrte er nach Watford City zurück, wo er am 24. Juni 2007 verstarb. Er war seit 1939 mit Astrid Berg verheiratet, die noch vor ihm gestorben ist.